# Kampritt Wettern
Die Kampritt-Wettern (auch Kamprittwettern) ist eine Wettern, über die ein Teil der Wilstermarsch entwässert wird.
Die fast 5 km lange Kampritt-Wettern entwässert zusammen mit der Neufelder Wettern den südlich von Wilster in der Gemeinde Dammfleth gelegenen Teil der Wilstermarsch. Sie mündet im Südwesten der Gemeinde Stördorf über ein Schöpfwerk in die Stör.
Die Wettern ist nicht gänzlich künstlich angelegt worden, sondern basiert auf einem natürlichen Regenwasserabfluss, der ursprünglich „Kamper Ritt“ genannt wurde, und dessen Gewässerbett dann zur „Kampritt Wettern“ ausgebaut wurde.